# Metoda siecznych

Przykład naiwnego zastosowania metody siecznych. Pierwsza iteracja – zwracająca punkt x_{2} – przybliża do miejsca zerowego, jednak następna – zwracająca punkt x_{3} – od niego oddala. To dlatego, że dla punktów x_{1} i x_{2} wartości funkcji mają ten sam znak, co nie gwarantuje miejsca zerowego między nimi.

Metoda siecznych, w literaturze polskojęzycznej czasem metoda cięciw – metoda numeryczna, służąca do rozwiązywania równania nieliniowego z jedną niewiadomą.
Metoda siecznych to algorytm interpolacji liniowej. Ma tę zaletę, że do użycia jej niepotrzebna jest znajomość pochodnej danej funkcji ani nawet założenie różniczkowalności.

## Opis procedury

### Wersja podstawowa
Polega ona na przyjęciu, że funkcja ciągła na dostatecznie małym odcinku w przybliżeniu zmienia się w sposób liniowy. Możemy wtedy na odcinku {\displaystyle \langle a,b\rangle } krzywą {\displaystyle y=f(x)} zastąpić sieczną. Za przybliżoną wartość pierwiastka przyjmujemy punkt przecięcia siecznej z osią OX.
Metodę siecznych dla funkcji {\displaystyle f(x),} mającej pierwiastek w przedziale {\displaystyle \langle a,b\rangle } można zapisać następującym wzorem rekurencyjnym:
{\displaystyle {\begin{cases}x_{0}=a&\\x_{1}=b&\\x_{n+1}={\frac {f(x_{n})x_{n-1}-f(x_{n-1})x_{n}}{f(x_{n})-f(x_{n-1})}}\end{cases}}}
Aby metoda się powiodła, dla każdego n musi zachodzić {\displaystyle f(x_{n})f(x_{n-1})<0,} gdyż tylko wtedy sieczna przechodząca przez punkty {\displaystyle (x_{n},f(x_{n}))} i {\displaystyle (x_{n-1},f(x_{n-1}))} przecina oś OX. Metoda ta nie zawsze jest zbieżna.

### Modyfikacja
Metoda ta zapewnia zbieżność do pierwiastka dla dowolnej funkcji ciągłej {\displaystyle f(x)} na odcinku {\displaystyle [a,b]} takiej, że {\displaystyle f(a)f(b)<0.}
Polega ona na wyznaczaniu takich ciągów {\displaystyle a_{n}} i {\displaystyle b_{n},} takich, że {\displaystyle a_{n}>a_{n-1}>\dots >a,} {\displaystyle b_{n}<b_{n-1}<\dots <b} i dla każdego n {\displaystyle f(a_{n})f(b_{n})<0.} Między {\displaystyle a_{n}} i {\displaystyle b_{n}} musi być pierwiastek funkcji, a przedziały {\displaystyle [a_{n},b_{n}]} tworzą ciąg zstępujący. Zbieżność ciągów {\displaystyle a_{n}} i {\displaystyle b_{n}} do tej samej granicy będącej pierwiastkiem równania {\displaystyle f(x)=0} zapewnia następująca reguła rekurencyjna:
{\displaystyle {\begin{cases}a_{0}=a&\\b_{0}=b&\\\quad \ \ x={\frac {f(a_{n})b_{n}-f(b_{n})a_{n}}{f(a_{n})-f(b_{n-1})}}\\{\textrm {Jezeli}}\ \ f(x)f(a_{n})>0\ \ {\textrm {to}}\ \ a_{n+1}=x,b_{n+1}=b_{n}\\{\textrm {Jezeli}}\ \ f(x)f(b_{n})>0\ \ {\textrm {to}}\ \ a_{n+1}=a_{n},b_{n+1}=x\end{cases}}}
Polega ona na wyznaczeniu punktu przecięcia siecznej przechodzącej przez punkty {\displaystyle (a_{n},f(a_{n}))} i {\displaystyle (b_{n},f(b_{n}))} z osią OX i zastąpienia tym punktem jeden z końców przedziału, gdzie znajduje się pierwiastek.

## Powiązane metody numeryczne
Do wyznaczania pierwiastków równania nieliniowego służą też:
- metoda bisekcji
- metoda stycznych (Newtona-Raphsona)
- odwrotna interpolacja kwadratowa
- regula falsi